# Rupert Ludwig Ferdinand zu Löwenstein-Wertheim-Freudenberg
Rupprecht Ludwig Ferdinand zu Löwenstein-Wertheim-Freudenberg (* 24. August 1933 in Palma; † 20. Mai 2014 in London), im englischen Sprachraum als Prince Rupert Loewenstein bekannt, war ein aus dem Haus Löwenstein-Wertheim-Freudenberg stammender deutsch-britischer Bankier. Von 1968 bis 2007 war er der Finanzmanager der britischen Musikgruppe The Rolling Stones und machte sie zu einer der finanziell erfolgreichsten Rockbands aller Zeiten. In den Medien erhielt er den Spitznamen „Rupie the Groupie“.

## Biografie
Rupprecht, genannt auch Rupert Prinz zu Löwenstein-Wertheim-Freudenberg, der Sohn von Leopold zu Löwenstein-Wertheim-Freudenberg (1903–1974) und dessen Frau Bianca Treuberg (1913–1984) wurde 1933 in Palma de Mallorca geboren. Nach der Trennung der Eltern wuchs er ab 1940 in England auf, wo er in Letchworth Garden City, Hertfordshire, zur Schule ging. Er studierte in Oxford Geschichte. In der City of London arbeitete er als Börsenmakler. 1963 kaufte er mit Freunden die private Handelsbank Leopold Joseph & Co.
Der Kunsthändler Christopher Gibbs machte Löwenstein 1968 in London mit Mick Jagger bekannt. Jagger war unzufrieden mit dem damaligen Manager der Stones, Allen Klein, und beauftragte Löwenstein damit, Ordnung in die Bandfinanzen zu bringen. Löwenstein begann, Jagger und die Stones in Finanzangelegenheiten zu beraten. Am Tag nach dem Altamont Free Concert am 6. Dezember 1969 reiste Jagger mit Löwenstein nach Genf, um die Erlöse aus der vorhergegangenen Rolling-Stones-Tournee in den USA auf ein Schweizer Bankkonto zu übertragen. Löwenstein überzeugte die Musiker, das Vereinigte Königreich zu verlassen, um Steuern zu sparen. Die Band zog nach Südfrankreich und veröffentlichte nun auf ihrem eigenen Plattenlabel Rolling Stones Records.
Im Jahr 1981 verließ Löwenstein L. Joseph & Co und gründete sein eigenes Finanzunternehmen Rupert Loewenstein Ltd. Dabei nahm er die besten seiner für die Bank gewonnenen Kunden aus dem Showgeschäft mit.
Löwensteins Zusammenarbeit mit der Band The Rolling Stones endete 2007, nachdem die Band seinen Vorschlag, die Marke Rolling Stones zu verkaufen, abgelehnt hatte.

## Privatleben
Löwenstein war seit 1957 mit der Ballerina und Opernsängerin Josephine Lowry-Corry verheiratet. Sie hatten zwei Söhne, Rudolf und Konrad, sowie eine Tochter, Maria-Theodora (Dora).
Neben seiner beruflichen Tätigkeit war Löwenstein Großinquisitor des Konstantinordens und Präsident des britischen Zweiges des Souveränen Malteserordens.
1985 wurde Löwenstein Pate von Mick Jaggers und Jerry Halls Sohn James, Patin war Anjelica Huston.
Löwenstein starb 2014 aufgrund von Komplikationen während seiner Parkinson-Erkrankung in London. Er wurde später auf dem ehemaligen Grundbesitz seiner Familie mütterlicherseits, dem Kloster Holzen im bayerischen Allmannshofen, beigesetzt.